# Psaume 85 (84)

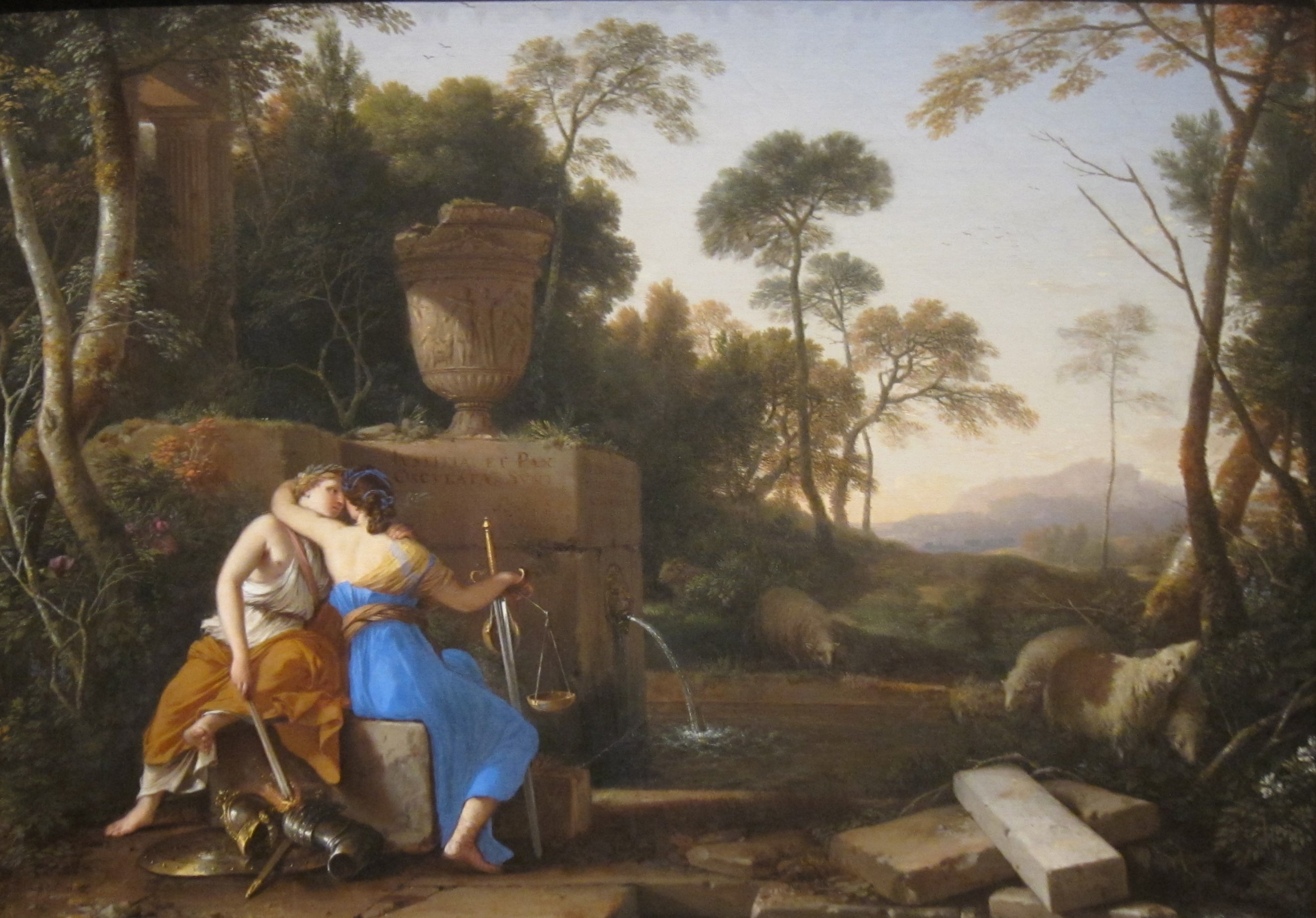
Le baiser de la paix et de la justice (1654) de Laurent de La Hyre. L'inscription latine sous l'urne antique dit « La Justice et la Paix s'embrassèrent » (en référence à un verset de l'Ancien Testament, Psaumes 85:11)

Le psaume 85 (84 selon la numérotation grecque) est attribué aux fils de Coré. Les versets 11 et 12 du psaume sont parmi les plus connus dans tout le répertoire des psaumes ; ils sont intemporels.

## Texte
| verset | original hébreu                                                             | traduction française de Louis Segond | Vulgate latine |
| ------ | --------------------------------------------------------------------------- | --- | --- |
| 1      | לַמְנַצֵּחַ לִבְנֵי-קֹרַח מִזְמוֹר                                                        | [Au chef des chantres. Des fils de Koré. Psaume.]                                                                                          | [In finem filiis Core psalmus] |
| 2      | רָצִיתָ יְהוָה אַרְצֶךָ; שַׁבְתָּ, שבות (שְׁבִית) יַעֲקֹב                                       | Tu as été favorable à ton pays, ô Éternel ! Tu as ramené les captifs de Jacob ;                                                            | Benedixisti Domine terram tuam avertisti captivitatem Iacob                                                                            |
| 3      | נָשָׂאתָ, עֲו‍ֹן עַמֶּךָ; כִּסִּיתָ כָל-חַטָּאתָם סֶלָה                                            | Tu as pardonné l’iniquité de ton peuple, tu as couvert tous ses péchés ; [pause]                                                           | Remisisti iniquitates plebis tuae operuisti omnia peccata eorum [diapsalma]                                                            |
| 4      | אָסַפְתָּ כָל-עֶבְרָתֶךָ; הֱשִׁיבוֹתָ, מֵחֲרוֹן אַפֶּךָ                                            | Tu as retiré toute ta fureur, tu es revenu de l’ardeur de ta colère.                                                                       | Mitigasti omnem iram tuam avertisti ab ira indignationis tuae                                                                          |
| 5      | שׁוּבֵנוּ, אֱלֹהֵי יִשְׁעֵנוּ; וְהָפֵר כַּעַסְךָ עִמָּנוּ                                           | Rétablis-nous, Dieu de notre salut ! Cesse ton indignation contre nous !                                                                   | Converte nos Deus salutum nostrarum et averte iram tuam a nobis                                                                        |
| 6      | הַלְעוֹלָם תֶּאֱנַף-בָּנוּ; תִּמְשֹׁךְ אַפְּךָ, לְדֹר וָדֹר                                          | T’irriteras-tu contre nous à jamais ? Prolongeras-tu ta colère éternellement ?                                                             | Numquid in aeternum irasceris nobis aut extendes iram tuam a generatione in generationem                                               |
| 7      | הֲלֹא-אַתָּה, תָּשׁוּב תְּחַיֵּנוּ; וְעַמְּךָ, יִשְׂמְחוּ-בָךְ                                         | Ne nous rendras-tu pas à la vie, afin que ton peuple se réjouisse en toi ?                                                                 | Deus tu conversus vivificabis nos et plebs tua laetabitur in te                                                                        |
| 8      | הַרְאֵנוּ יְהוָה חַסְדֶּךָ; וְיֶשְׁעֲךָ, תִּתֶּן-לָנוּ                                             | Éternel ! fais-nous voir ta bonté, et accorde-nous ton salut !                                                                             | Ostende nobis Domine misericordiam tuam et salutare tuum da nobis                                                                      |
| 9      | אֶשְׁמְעָה-- מַה-יְדַבֵּר, הָאֵל יְהוָה:כִּי, יְדַבֵּר שָׁלוֹם--אֶל-עַמּוֹ וְאֶל-חֲסִידָיו; וְאַל-יָשׁוּבוּ לְכִסְלָה | J’écouterai ce que dit Dieu, l’Éternel ; car il parle de paix à son peuple et à ses fidèles, pourvu qu’ils ne retombent pas dans la folie. | Audiam quid loquatur in me; Dominus Deus quoniam loquetur pacem in plebem suam et super sanctos suos et in eos qui convertuntur ad cor |
| 10     | אַךְ קָרוֹב לִירֵאָיו יִשְׁעוֹ; לִשְׁכֹּן כָּבוֹד בְּאַרְצֵנוּ                                       | Oui, son salut est près de ceux qui le craignent, afin que la gloire habite dans notre pays.                                               | Verumtamen prope timentes eum salutare ipsius ut inhabitet gloria in terra nostra                                                      |
| 11     | חֶסֶד-וֶאֱמֶת נִפְגָּשׁוּ; צֶדֶק וְשָׁלוֹם נָשָׁקוּ                                              | La bonté et la fidélité se rencontrent, la justice et la paix s’embrassent ;                                                               | Misericordia et veritas obviaverunt sibi ; iustitia et pax osculatae sunt                                                              |
| 12     | אֱמֶת, מֵאֶרֶץ תִּצְמָח; וְצֶדֶק, מִשָּׁמַיִם נִשְׁקָף                                            | la fidélité germe de la terre, et la justice regarde du haut des cieux.                                                                    | Veritas de terra orta est et iustitia de caelo prospexit                                                                               |
| 13     | גַּם-יְהוָה, יִתֵּן הַטּוֹב; וְאַרְצֵנוּ, תִּתֵּן יְבוּלָהּ                                        | L’Éternel aussi accordera le bonheur, et notre terre donnera ses fruits.                                                                   | Etenim Dominus dabit benignitatem et terra nostra dabit fructum suum                                                                   |
| 14     | צֶדֶק, לְפָנָיו יְהַלֵּךְ; וְיָשֵׂם לְדֶרֶךְ פְּעָמָיו                                            | La justice marchera devant lui, et imprimera ses pas sur le chemin.                                                                        | Iustitia ante eum ambulabit et ponet in via gressus suos                                                                               |

## Usages liturgiques

### Dans le judaïsme
Le verset 8 du psaume 85 fait partie de la Hoshia et Amecha dans les zemirot.

### Dans le christianisme

#### Chez les catholiques
Depuis le haut Moyen Âge, ce psaume était traditionnellement exécuté lors de la célébration de matines du jeudi, une fois que saint Benoît de Nursie établit vers 530 sa distribution des psaumes, par ordre numérique concernant les matines,.
D'après le contexte théologique de ce psaume qui symbolise le peuple chrétien racheté de la mort et du péché par le Christ Sauveur, la liturgie de l'Église se consacrait aux semaines de l'Avent et au temps de Noël avec la lecture du psaume 85 (84). 
Dans la liturgie des Heures actuelle, le psaume 85 est récité ou chanté aux laudes le mardi de la troisième semaine. Dans la liturgie de la messe, il est lu le dimanche de la 19e semaine du temps ordinaire de l’année A, et pour l’année B le second dimanche de l’avent et le 15e dimanche du temps ordinaire.

## Mise en musique
- Marc-Antoine Charpentier compose vers 1681/1682 un « Benedixisti Domine », H.181, pour 3 voix , 2 dessus instrumentaux, et basse continue.